# Ectropothecium diversirete
Ectropothecium diversirete är en bladmossart som beskrevs av Edwin Bunting Bartram 1945. Ectropothecium diversirete ingår i släktet Ectropothecium och familjen Hypnaceae. Inga underarter finns listade i Catalogue of Life.